# Urkommunism
Urkommunism eller primitiv kommunism är, enligt marxismen, det tidigaste, ursprungliga stadiet av mänsklighetens förhistoria. Det skall ha varit en period av klasslösa samhällen där människor levde tillsammans i stammar som jägare och samlare med få eller inga egentliga ägodelar. Detta tillstånd ska ha ändrats med införandet av boskapshållning och jordbruk, och det överflöd som detta förde med sig vilket i sin tur skapade utrymme för ägande och social skiktning. Stöd för tanken om urkommunismen fann Marx och Engels bland annat hos den i slutet av 1800-talet upphöjde amerikanske antropologen Lewis H. Morgan.
Som vetenskaplig idé har tanken om urkommunismen inte så starkt stöd idag; förhistoriska samhällen levde under mycket olika förhållanden och hade säkert inte alla de drag som de tidiga marxisterna antog.[källa behövs] Som politisk idé och inspirationskälla lever dock tanken med viss kraft, främst bland anhängare av anarko-primitivism.